# Avnei Hefetz
 (avril 2022).
Si vous disposez d'ouvrages ou d'articles de référence ou si vous connaissez des sites web de qualité traitant du thème abordé ici, merci de compléter l'article en donnant les références utiles à sa vérifiabilité et en les liant à la section « Notes et références ».
Avnei Hefetz ( hébreu : אַבְנֵי חֵפֶץ) est une colonie israélienne illégale, en Cisjordanie, territoire palestinien occupé. 

## Géographie
Les villes israéliennes les plus proches sont Netanya à l'ouest et Kfar Saba au sud-ouest. 
Il existe quatre quartiers distincts à Avnei Hefetz : Neve Hefetz, Avnei Shoham, Mitzpe Hefetz, Avnei Hen. 

## Démographie
En 2019, sa population était de 1923 habitants.

## Historique
La colonie est établie en 1990 par un groupe d'Israéliens juifs orthodoxes.